# Гагман, Эдуард Фёдорович
Эдуард Фёдорович Гагман (1807—1880) — русский военный деятель, генерал от артиллерии, участник подавления восстания в Польше 1830—1831 годов и Крымской войны 1853—1856 годов.

## Биография
Родился в 1807 году, получил первоначальное образование в частном учебном заведении. В 1824 году поступил фейерверкером в лейб-гвардии № 3 роту Конной артиллерии, 9 июня 1827 года произведён в прапорщики. Принял участие в подавление Польского восстания 1830—1831 годов, за проявленные отличия был произведён в подпоручики и награждён орденом Святой Анны 4-й и 3-й степени. Продолжая службу в гвардейской артиллерии, 17 апреля 1838 года был произведён в полковники с назначением командиром батарейной № 3 батареи лейб-гвардии 2-й артиллерийской бригады.
В 1842 году Гагман был назначен командиром 5-й артиллерийской бригады и занимал эту должность в течение 10 лет; 6 декабря 1847 года он был произведён в генерал-майоры. В 1849 году он принял участие в походе в Венгрию под командованием генерал-фельдмаршала И. Ф. Паскевича. В 1852 году назначен начальником 3-й артиллерийской дивизии, во главе которой принял участие в Крымской войне, в кампаниях 1854 и 1855 годов.
В день коронации императора Александра II 26 августа 1856 года произведён в генерал-лейтенанты. В 1861 году назначен комендантом Новогеоргиевской крепости и в следующем году удостоен ордена Белого орла.
В 1863 году Гагман был отчислен от должности в запасные войска, но в том же году возвращён на службу и назначен председателем Полевого аудиториата войск в Царстве Польском. Хотя его служба более не отмечалась награждением орденами, в 1865 и 1873 годах он получил бриллиантовые табакерки с вензелевым изображением имени Александра II, а в 1869 году — майорат в Царстве Польском с ежегодным доходом в 1200 рублей.
Прослужив председателем Полевого аудиториата 11 лет, Гагман в 1874 году был отчислен от должности и оставшиеся годы состоял в запасных войсках и по полевой пешей артиллерии; несмотря на то, что он уже не нёс определённых служебных обязанностей, 9 июня 1877 года Александр II произвёл его в генералы от артиллерии.
Скончался Гагман 30 октября 1880 года.

## Награды
За свою службу Эдуард Фёдорович Гагман был награждён многими орденами, в их числе:
- Орден Святой Анны 4-й степени с надписью "За храбрость" (1831)
- Орден Святой Анны 3-й степени с бантом (1831)
- Орден Святого Владимира 4-й степени (22 сентября 1835)
- Орден Святого Станислава 2-й степени (6 декабря 1841; Императорская корона к этому ордену пожалована в 1844)
- Орден Святого Владимира 3-й степени (31 августа 1849)
- Орден Святого Станислава 1-й степени (5 сентября 1849)
- Орден Святого Георгия 4-го класса за беспорочную выслугу 25 лет в офицерских чинах (№ 8353; 26 ноября 1850)
- Орден Святой Анны 1-й степени (17 октября 1851; Императорская корона и мечи к этому ордену пожалованы в 1855)
- Орден Святого Владимира 2-й степени (1858)
- Орден Белого орла (1862)

Кроме того, Гагман имел польский Знак отличия за военное достоинство 4-й степени (1831) и Знак отличия за XL лет беспорочной службы (1865)
- Имел иностранные награды — командорский знак австрийского ордена Леопольда (1850), прусский орден Красного Орла 2-й степени (1851)